# Johan Berben
Johannes Hubertus (Johan) Berben, waarnaar ook gerefereerd wordt als J.H. Berben, Joh. H. Berben en J.H.J. Berben (Boxmeer, 20 januari 1883 - Veghel, 30 april 1941), was een in Breda werkzame architect van rooms-katholieke kerkgebouwen.
De kerken die hij bouwde worden vaak gekenmerkt door  expressionistische baksteenarchitectuur. Historische elementen, zoals aan de gotiek ontleend, zijn daarbij gestileerd. Het betreft in het algemeen Christocentrische kerken, die een groot en breed schip kennen dat een onbelemmerde aanblik biedt op het altaargebeuren.

## Enkele werken
| Bouw | Naam                             | Plaats  | Bijzonderheden                              | Afbeelding                |
| ---- | -------------------------------- | ------- | ------------------------------------------- | ------------------------- |
| 1926 | Sint-Theresiakerk                | Breda   | samen met Wolter te Riele; gesloopt in 1973 |                           |
| 1929 | Sint Jan de Doperkerk            | Hoeven  |                                             | Jan de Doperkerk P1070130 |
| 1932 | Christus Koningkerk              | Breda   | Gesloopt maart 2003                         |                           |
| 1933 | Sint-Martinuskerk                | Rucphen |                                             | Martinuskerk P1060910     |
| 1937 | Westtoren van de Sint-Josephkerk | Breda   | Gesloopt in 1976                            |                           |